# Lijst van attracties in Ocean Park Hong Kong
Deze pagina bevat een lijst van attracties in het Hongkonse attractiepark Ocean Park Hong Kong.
| Naam                                          | Opening         | Attractietype           | Afbeelding |
| --------------------------------------------- | --------------- | ----------------------- | ---------- |
| Adventures in Australia                       |                 | Dierenverblijf          |            |
| Amazing Bird Theatre                          |                 | Vogelshow               |            |
| Arctic Blast                                  | 13 juli 2012    | Stalen achtbaan         |            |
| Arctic Fox Den                                | juli 2012       | Dierenverblijf          |            |
| Balloons Up-Up-And-Away                       |                 | Luchtballonnencarrousel |            |
| Bumper Blaster                                | december 2011   | Botsauto's              |            |
| Cable Car                                     |                 | Kabelbaan               |            |
| Chinese Sturgeon Aquarium Yangtze Exploration | 20 juni 2008    | Aquarium                |            |
| Clown A Round                                 |                 | Draaimolen met armen    |            |
| Crazy Galleon                                 |                 | Schommelschip           |            |
| Eagle                                         |                 | Condor                  |            |
| Emerald Trail                                 |                 | Wandelroute             |            |
| Expedition Trail                              | juni 2011       | Wandelroute             |            |
| Ferris Wheel                                  |                 | Reuzenrad               |            |
| Flying Swing                                  | 1997            | Zweefmolen              |            |
| Frog Hopper                                   |                 | Draaimolen met armen    |            |
| Garden of Joy                                 |                 | Siertuin                |            |
| Gator Marsh                                   |                 | Dierenverblijf          |            |
| Giant Panda Adventure                         | 1 juli 2007     | Dierenverblijf          |            |
| Goldfish Treasures                            |                 | Aquarium                |            |
| Grand Aquarium                                | 27 januari 2011 | Aquarium                |            |
| Hair Raiser                                   | 8 december 2011 | Stalen achtbaan         |            |
| Hong Kong Jockey Club Sichuan Treasures       | 1999            | Dierenverblijf          |            |
| Marine World Games Zone                       |                 | Kermisspellen           |            |
| Merry-Go-Round                                |                 | Draaimolen              |            |
| Mine Train                                    | 1999            | Mijntreinachtbaan       |            |
| North Pole Encounter                          | juli 2012       | Dierenverblijf          |            |
| Ocean Express                                 | 2009            | Kabelspoorweg           |            |
| Ocean Park Tower                              |                 | Uitkijktoren            |            |
| Ocean Theatre                                 |                 | Dierenshow              |            |
| Pacific Pier                                  |                 | Dierenverblijf          |            |
| Raging River                                  |                 | Boomstamattractie       |            |
| Rev Booster                                   | december 2011   | Muziek Express          |            |
| Sea Jelly Spectacular                         | 10 april 2006   | Aquarium                |            |
| Sea Life Carousel                             |                 | Draaimolen              |            |
| Shark Mystique                                | juli 2014       | Aquarium                |            |
| South Pole Spectacular                        | juli 2012       | Dierenverblijf          |            |
| Symbio!                                       |                 | Fonteinenshow           |            |
| The Abyss                                     | 2004            | Space Shot              |            |
| The Dragon                                    | 1984            | Stalen achtbaan         |            |
| The Flash                                     | december 2011   | Frisbee                 |            |
| The Rapids                                    | juni 2011       | Rapid river             |            |
| Toto the Loco                                 |                 | Rondrit                 |            |
| Whirly Bird                                   | december 2011   | Starflyer               |            |
| Whiskers Harbour Playground                   |                 | Speeltuin               |            |
| Whiskers Harbour Game Zone                    |                 | Kermisspellen           |            |
| Whiskers Theatre                              |                 | Kindershow              |            |